# Paloma Blanca

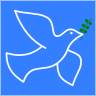

Paloma Blanca (bồ câu trắng) là tên một ca khúc của nhạc sĩ Hà Lan là George Baker, lấy theo tiếng Tây Ban Nha, đã thành công vang dội khắp châu Âu, châu Mỹ, đạt vị trí hàng đầu tại Áo, Phần Lan, Flanders, Đức, Hà Lan, Thụy Điển và Thụy Sĩ, đứng đầu bảng xếp hạng các nhạc phẩm của New Zealand và Nam Phi trong khoảng những năm 1970 - 1980. Ca khúc này đã trở thành một trong các bản hit ở Hoa Kỳ (danh sách Billboard Hot 100), Canada, Anh, Pháp và Úc. Đến những năm 1980, đĩa có ca khúc này đã bán được hơn hai triệu bản trên toàn thế giới. Đến đầu những năm 2000, ca khúc vẫn còn được xếp hạng khá cao và hiện vẫn phổ biến ở nhiều nước nhờ biểu diễn của nhiều dàn nhạc có tiếng như dàn nhạc Paul Mauriat, James Last, André Rieu (2020),... cũng đã sử dụng trong nhạc phim (Fat Hard - 2005), còn nghệ sĩ Hà Lan là Martin van der Starre đã ghi âm biểu diễn ca khúc này và đài phát thanh Radio 538 đã liên tục phát suốt hè 2008.
Tên đầy đủ của ca khúc là Una paloma blanca (một con bồ câu trắng), xuất bản lần đầu trong album "Paloma blanca", nên thường gọi tắt theo tên album.

## Lược sử

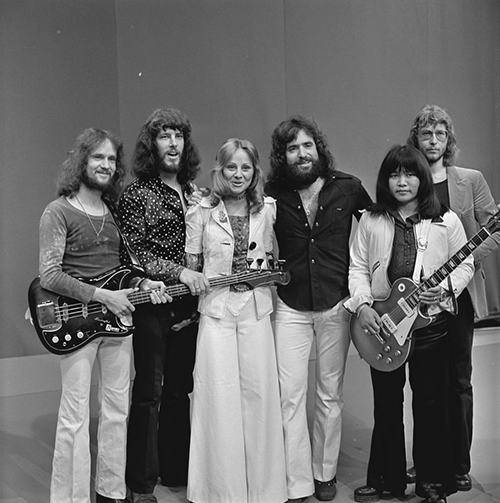
Ban nhạc George Baker năm 1974, tác giả đứng thứ tư từ trái sang.

George Baker - tác giả ca khúc - kể rằng hồi đầu năm 1975, trong ngôi nhà của mình ở Wormerveer, đột nhiên ông nghe thấy ngoài vườn vang vọng tiếng hót rất hay của một loài chim và... giai điệu của ca khúc nhanh chóng ra đời. Ông còn nói rằng "bài hát kể về một người nông dân nghèo Nam Mỹ, suốt ngày làm việc chăm chỉ, sau đó ngồi đưới gốc cây và mơ ước trở thành một con chim bồ câu trắng tự do." Tuy nhiên, đặc điểm nổi bật của nhạc phẩm này không phải là than thở hoặc mơ mộng, mà là vui vẻ, nhộn nhịp, gây cảm giác phấn khích.
Ca khúc được công diễn đầu tiên vào năm 1975 dưới hình thức tốp ca có nhạc đệm. Video 1975 này có thể xem tại:  https://www.pinterest.at/pin/443886107004522665/?amp_client_id=CLIENT_ID(_)&mweb_unauth_id=&amp_url=https%3A%2F%2Fwwnam.
Sau thành công trên, ca khúc đã được phủ sóng rộng rãi ở nhiều nước Âu - Mỹ. Tại Anh, bản thu âm ca khúc này của Jonathan King đã đạt vị trí thứ 5. Phiên bản của King cũng là một bản hit ở Ireland, mặc dù chỉ ở vị trí thứ 15 của bảng xếp hạng. Ở Nam Phi, một phiên bản của nhóm Afrikaans biểu diễn ca khúc này dưới tên gọi "My klein wit duifie" là một bản hit xếp vị trí thứ 9 trong bảng xếp hạng. Bản trình diễn "Paloma Blanca" bằng tiếng Đức đã là một hit của Nina & Mike ở cả Đức (vị trí thứ 6) và Áo (vị trí thứ 7). Ở Phần Lan, bản dịch được bản địa hóa của "Paloma Blanca" là bản hit thứ 2 của  Katri Helena, vượt qua phiên bản đối thủ của Kisu ở vị trí thứ 18.
Trong nhạc phim, George Baker đã thu âm lại một phiên bản solo của bài hát vào năm 2005, cho bộ phim Too Fat Too Furious. Trước đó, ca khúc này đã được sử dụng trong bộ phim "The Executioner's Song" năm 1982. Vào năm 2011, ca khúc này đã được biến đổi thành nhạc rap trên chương trình trao đổi bài hát Ali B op volle toeren.

## Lời bài hát
Lời bài hát lẫn cả tiếng Anh và tiếng Tây Ban Nha. Có ba lời, lời lần thứ nhất như sau:
... Nhạc dạo đầu...
O, o,... o
(Điệp khúc A - lần 1)
When the sun shines on the mountain (Kìa ánh dương mà sáng núi non này)
And the night is on the run (Còn bóng tối lại sắp diễn ra)
It's a new day, It's a new way (Một ngày mới rồi, một cách mới thôi)
And I fly up to the sun (Và tôi bay lên ánh dương này)
(Điệp khúc A - lần 2)
I can feel the morning sunlight (Kìa tôi thấy được ánh ban mai này)
I can smell the new-mown hay (Kìa tôi thấy cỏ mới thơm ghê)
I can hear God's voice is calling (Kìa nghe tiếng Chúa đang gọi tôi này)
For my golden sky light way (Con đường sáng dát vàng của tôi)
(Điệp khúc B)
Una paloma blanca (U-na pa-lô-ma blan-ca)
I'm just a bird in the sky (Tôi là con chim trên bầu trời)
Una paloma blanca (U-na pa-lô-ma blan-ca)
Over the mountains I fly (Qua những đỉnh núi tôi bay)
No one can take my freedom away (Không ai đoạt được tự do của tôi).
Ở Pháp, bài hát được dịch ra tiếng Pháp và đổi tên là "Comment ça va?" (Bạn khỏe không?), rất được phổ biến.